# Leonid Il'ičëv (nuotatore)
Leonid Georgievič Il'ičëv (in russo Леонид Георгиевич Ильичёв?; Norilsk, 30 gennaio 1948) è un ex nuotatore sovietico, dal 1992 russo.

## Carriera
Specializzato nelle staffette, vinse numerose medaglie sia a livello Olimpico che continentale.

## Palmarès
- Giochi olimpici estivi

Città del Messico 1968: argento nella 4x100m stile libero, bronzo nella 4x200m stile libero e nella 4x100m misti.
- Europei

Utrecht 1966: oro nella 4x100m misti e nella 4x200m stile libero, argento nella 4x100m stile libero e nei 100m stile libero.
Barcellona1970: oro nella 4x100m stile libero e bronzo nella 4x100m misti.
- Universiadi

Torino 1970: bronzo nei 100m stile libero.